# Joel Robles
Joel Robles Blázquez, né le 17 juin 1990 à Getafe, est un footballeur espagnol qui joue au poste de gardien de but au GD Estoril-Praia.

## Biographie

### En club
Joel Robles est formé à l'Atlético de Madrid et rejoint le groupe professionnel lors de la saison 2009-2010 en prenant part à deux matchs de championnat. Il joue durant deux saisons et demie avec l'équipe première avant d'être prêté au Rayo Vallecano puis au Wigan Athletic.
Le 8 juillet 2013, il signe un contrat de cinq ans avec Everton. Il prend part à sa première rencontre sous le maillot des Toffees en entrant en cours de match après l'exclusion de Tim Howard face à Sunderland le 26 décembre 2013 (défaite 1-0). Trois jours plus tard, il est titulaire pour la première fois en Premier League contre Southampton (victoire 2-1).
Doublure de Tim Howard pendant deux saisons et demie, Robles est désigné premier gardien de l'effectif d'Everton par son entraîneur Roberto Martínez en février 2016. À la suite du limogeage de l'entraîneur espagnol et de la nomination de Ronald Koeman qui recrute Maarten Stekelenburg dès son arrivée en juin 2016, Robles perd sa place de premier gardien et dispute une vingtaine de matchs lors de la saison 2016-2017. L'été suivant, le recrutement de Jordan Pickford relègue Joel Robles sur le banc des remplaçants, le gardien espagnol prenant part à seulement deux matchs de Ligue Europa lors de la saison 2017-2018.
Début juin 2018, Everton annonce que le contrat de Joel Robles, qui court jusqu'au 30 juin de cette année, n'est pas prolongé. Il quitte donc le club après avoir joué 65 matchs en l'espace de cinq saisons.
Le 5 juillet 2018, Joel Robles s'engage pour quatre saisons avec le Betis.

## Statistiques
| Saison                | Club                  | Championnat           | Championnat | Championnat | Coupe(s) nationale(s) | Coupe(s) nationale(s) | Compétition(s) continentale(s) | Compétition(s) continentale(s) | Compétition(s) continentale(s) | Total | Total |
| Saison                | Club                  | Division              | M.          | B.          | M.                    | B.                    | Comp.                          | M.                             | B.                             | M.    | B.    |
| 2009-2010             | Atlético de Madrid B  | Segunda B             | 28          | 0           | -                     | -                     | -                              | -                              | -                              | 28    | 0     |
| Sous-total            | Sous-total            | Sous-total            | 28          | 0           | -                     | -                     | -                              | -                              | -                              | 28    | 0     |
| 2009-2010             | Atlético de Madrid    | Liga                  | 2           | 0           | -                     | -                     | -                              | -                              | -                              | 2     | 0     |
| 2010-2011             | Atlético de Madrid    | Liga                  | -           | -           | 1                     | 0                     | C3                             | 1                              | 0                              | 2     | 0     |
| 2011-2012             | Atlético de Madrid    | Liga                  | -           | -           | -                     | -                     | C3                             | 3                              | 0                              | 3     | 0     |
| Sous-total            | Sous-total            | Sous-total            | 2           | 0           | 1                     | 0                     | -                              | 4                              | 0                              | 7     | 0     |
| 2011-2012             | Rayo Vallecano (prêt) | Liga                  | 13          | 0           | -                     | -                     | -                              | -                              | -                              | 13    | 0     |
| 2012-2013             | Wigan Athletic (prêt) | Premier League        | 9           | 0           | 4                     | 0                     | -                              | -                              | -                              | 13    | 0     |
| Sous-total            | Sous-total            | Sous-total            | 22          | 0           | 4                     | 0                     | -                              | -                              | -                              | 26    | 0     |
| 2013-2014             | Everton FC            | Premier League        | 2           | 0           | 6                     | 0                     | -                              | -                              | -                              | 8     | 0     |
| 2014-2015             | Everton FC            | Premier League        | 7           | 0           | 2                     | 0                     | C3                             | 1                              | 0                              | 10    | 0     |
| 2015-2016             | Everton FC            | Premier League        | 13          | 0           | 11                    | 0                     | -                              | -                              | -                              | 24    | 0     |
| 2016-2017             | Everton FC            | Premier League        | 20          | 0           | 1                     | 0                     | -                              | -                              | -                              | 21    | 0     |
| 2017-2018             | Everton FC            | Premier League        | -           | -           | -                     | -                     | C3                             | 2                              | 0                              | 2     | 0     |
| Sous-total            | Sous-total            | Sous-total            | 42          | 0           | 20                    | 0                     | -                              | 3                              | 0                              | 65    | 0     |
| 2018-2019             | Real Betis            | Liga                  | 5           | 0           | 8                     | 0                     | C3                             | 6                              | 0                              | 19    | 0     |
| 2019-2020             | Real Betis            | Liga                  | 33          | 0           | 1                     | 0                     | -                              | -                              | -                              | 34    | 0     |
| 2020-2021             | Real Betis            | Liga                  | 18          | 0           | 4                     | 0                     | -                              | -                              | -                              | 22    | 0     |
| 2021-2022             | Real Betis            | Liga                  | -           | -           | 3                     | 0                     | C3                             | -                              | -                              | 3     | 0     |
| Sous-total            | Sous-total            | Sous-total            | 56          | 0           | 16                    | 0                     | -                              | 6                              | 0                              | 78    | 0     |
| 2022-2023             | Leeds United          | Premier League        | 4           | 0           | 2                     | 0                     | -                              | -                              | -                              | 6     | 0     |
| Sous-total            | Sous-total            | Sous-total            | 4           | 0           | 2                     | 0                     | -                              | 0                              | 0                              | 6     | 0     |
| Total sur la carrière | Total sur la carrière | Total sur la carrière | 154         | 0           | 43                    | 0                     | -                              | 13                             | 0                              | 210   | 0     |

## Palmarès

### En club
Joel Robles remporte la Coupe d'Angleterre en 2013 avec Wigan Athletic.

### En sélection
Il est vainqueur du Championnat d'Europe en 2013 avec l'équipe d'Espagne espoirs.